# British Academy Television Awards de 2022
O British Academy Television Awards de 2022 (ou BAFTA TV Awards 2022) foi realizado em 8 de maio de 2022 no Royal Festival Hall em Londres, em reconhecimento aos melhores programas e profissionais da televisão britânica. As indicações foram anunciadas em 30 de março de 2022, juntamente com as indicações para o BAFTA TV Craft Awards de 2022.
Foi a primeira cerimônia presencial desde a edição de 2019. O comediante Richard Ayoade foi o anfitrião pelo terceiro ano consecutivo.

## Vencedores e indicados
As indicações foram anunciadas em 30 de março de 2022.
| Melhor Série Dramática | Melhor Comédia Roteirizada |
| --- | --- |
| - In My Skin (BBC Three) - Manhunt: The Night Stalker (ITV) - Unforgotten (ITV) - Vigil (BBC One) | - Motherland (BBC Two) - Alma's Not Normal (BBC Two) - Stath Lets Flats (Channel 4) - We Are Lady Parts (Channel 4) |
| Melhor Drama Único | Melhor Minissérie |
| - Together (BBC Two) - Death of England: Face to Face (Sky Arts) - Help (Channel 4) - I Am... Victoria (Channel 4) | - Time (BBC One) - It's a Sin (Channel 4) - Landscapers (Sky Atlantic) - Stephen (ITV) |
| Melhor Novela ou Drama Continuado | Melhor Programa - Comédia ou Entretenimento |
| - Coronation Street (ITV) - Casualty (BBC One) - Emmerdale (ITV) - Holby City (BBC One) | - The Lateish Show with Mo Gilligan (Channel 4) - Race around Britain (YouTube) - The Graham Norton Show (BBC One) - The Ranganation (BBC Two) |
| Melhor Ator | Melhor Atriz |
| - Sean Bean como Mark Cobden – Time (BBC One) - Samuel Adewunmi como Hero – You Don't Know Me (BBC One) - Olly Alexander como Ritchie Tozer – It's a Sin (Channel 4) - Stephen Graham como Tony – Help (Channel 4) - Hugh Quarshie como Neville Lawrence – Stephen (ITV) - David Thewlis como Christopher Edwards – Landscapers (Sky Atlantic)                                                                 | - Jodie Comer como Sarah – Help (Channel 4) - Niamh Algar como Sadie Byrne/Lizzie James – Deceit (Channel 4) - Denise Gough como Connie Mortensen – Too Close (ITV) - Emily Watson como Dr. Emma Robertson – Too Close (ITV) - Lydia West como Jill Baxter – It's a Sin (Channel 4) - Kate Winslet como Marianne "Mare" Sheehan – Mare of Easttown (HBO/Sky Atlantic) |
| Melhor Ator Coadjuvante | Melhor Atriz Coadjuvante |
| - Matthew Macfadyen como Tom Wambsgans – Succession (HBO/Sky Atlantic) - Nonso Anozie como Tommy Jepperd – Sweet Tooth (Netflix) - David Carlyle como Gregory "Gloria" Finch – It's a Sin (Channel 4) - Omari Douglas como Roscoe Babatunde – It's a Sin (Channel 4) - Stephen Graham como Eric McNally – Time (BBC One) - Callum Scott Howells como Colin "Gladys Pugh" Morris-Jones – It's a Sin (Channel 4) | - Cathy Tyson como Poly – Help (Channel 4) - Céline Buckens como Talitha Campbell – Showtrial (BBC One) - Leah Harvey como Salvor Hardin – Foundation (Apple TV+) - Jessica Plummer como Emma Matthews – The Girl Before (BBC One) - Tahirah Sharif como Lizzie Adama – The Tower (ITV) - Emily Mortimer como The Bolter – The Pursuit of Love (BBC One)              |
| Melhor Ator em Comédia | Melhor Atriz em Comédia |
| - Jamie Demetriou como Stath Charalambos – Stath Lets Flats (Channel 4) - Steve Coogan como Alan Partridge – This Time with Alan Partridge (BBC One) - Ncuti Gatwa como Eric Effiong – Sex Education (Netflix) - Joe Gilgun como Vincent "Vinnie" O'Neill – Brassic (Sky Comedy) - Samson Kayo como Maleek – Bloods (Sky One) - Tim Renkow como Tim – Jerk (BBC Three)                                         | - Sophie Willan como Alma Nuthall – Alma's Not Normal (BBC Two) - Natasia Demetriou como Sophie – Stath Lets Flats (Channel 4) - Aisling Bea como Áine – This Way Up (Channel 4) - Rose Matafeo como Jessie – Starstruck (BBC Three) - Anjana Vasan como Amina – We Are Lady Parts (Channel 4) - Aimee Lou Wood como Aimee Gibbs – Sex Education (Netflix)            |
| Melhor Performance de Entretenimento | Melhor Programa de Entretenimento |
| - Big Zuu – Big Zuu's Big Eats (Dave) - Alison Hammond – I Can See Your Voice (BBC One) - Sean Lock – 8 Out of 10 Cats Does Countdown (Channel 4) - Joe Lycett – Joe Lycett's Got Your Back (Channel 4) - Michael McIntyre – Michael McIntyre's The Wheel (BBC One) - Graham Norton – The Graham Norton Show (BBC One)                                                                                         | - Ant & Dec's Saturday Night Takeaway (ITV) - An Audience with Adele (ITV) - Life & Rhymes (Sky Arts) - Strictly Come Dancing (BBC One) |
| Melhor Série Factual | Melhor Especialista em Fatos |
| - Uprising (BBC One) - 9/11: One Day in America (National Geographic) - The Detectives: Fighting Organised Crime (BBC Two) - Undercover Police: Hunting Paedophiles (Channel 4) | - The Missing Children (ITV) - Black Power: A British Story of Resistance (BBC Two) - Freddie Mercury: The Final Act (BBC Two) - Silenced: The Hidden Story of Disabled Britain (BBC Two) |
| Melhor Documentário | Melhor Participação |
| - My Childhood, My Country: 20 Years in Afghanistan (ITV) - 9/11: Inside the President's War Room (Apple TV+/BBC One) - Grenfell: The Untold Story (Channel 4) - Nail Bomber: Manhunt (Netflix) | - Big Zuu's Big Eats (Dave) - Mortimer & Whitehouse: Gone Fishing]] (BBC Two) - Sort Your Life Out (BBC One) - The Great British Sewing Bee (BBC One) |
| Melhor Reality e Fato Criado | Melhor Evento Ao Vivo |
| - Gogglebox (Channel 4) - Married at First Sight UK (E4) - RuPaul's Drag Race UK (BBC Three) - The Dog House (Channel 4) | - The Earthshot Prize 2021 (BBC One) - Springwatch 2021 (BBC Two) - The Brit Awards 2021 (ITV) - The Royal British Legion Festival of Remembrance (BBC One) |
| Melhor Cobertura Jornalistica | Melhores Assuntos Atuais |
| - ITV News at Ten: Storming of the Capitol (ITV) - Channel 4 News: Black to Front (Channel 4) - Good Morning Britain: Shamima Begum (ITV) - Sky News: Afghanistan: Endgame (Sky News) | - Fearless: The Women Fighting Putin – Exposure (ITV) - Four Hours at the Capitol (BBC Two) - The Men Who Sell Football – Al Jazeera Investigations (Al Jazeera English) - Trump Takes on the World (BBC Two) |
| Melhor Programa Diurno | Melhor Programa de Curta Duração |
| - The Chase (ITV) - Moneybags (Channel 4) - Richard Osman's House of Games (BBC Two) - Steph's Packed Lunch (Channel 4) | - Our Land (Together TV) - Hollyoaks Saved My Life (Hollyoaks IRL) (YouTube) - People You May Know (Financial Times) - Please Help (BBC Three) |
| Melhor Programa Internacional | Melhor Esporte |
| - The Underground Railroad (Amazon Prime) - Call My Agent! (Netflix) - Lupin (Netflix) - Mare of Easttown (HBO/Sky Atlantic) - Squid Game (Netflix) - Succession (HBO/Sky Atlantic) | - The Abu Dhabi Grand Prix (Sky Sports Formula 1) - ITV Racing: The Grand National (ITV Sport/ITV) - Tokyo 2020 Olympics (BBC Sport/BBC One) - UEFA EURO 2020 Semi-Final: England x Denmark (ITV Sport/ITV) |
| Momento Imperdível da TV | |
| - Strictly Come Dancing (BBC One) - An Audience with Adele (ITV) - I’m a Celebrity… Get Me Out of Here (ITV) - It's a Sin (Channel 4) - RuPaul's Drag Race UK (BBC Three) - Squid Game (Netflix) | |